# Ozero (cooperativa)
La cooperativa Ózero (Ruso: О́зеро, lago; nombre completo: Дачный потребительский кооператив «Озеро», Cooperativa de consumidores de dacha "Ózero") es una cooperativa de viviendas de dachas asociada al círculo íntimo de Vladímir Putin.

## Historia
La cooperativa de dachas Ózero fue fundada el 10 de noviembre de 1996  por Vladímir Smirnov (jefe), Vladímir Putin, Vladímir Yakunin, Andréi Fúrsenko, Serguéi Fúrsenko, Yuri Kovalchuk, Víktor Myachin y Nikolái Shamálov. La sociedad unió sus dachas en Solovyovka, Distrito Priozersky del Óblast de Leningrado, en la orilla oriental del lago Komsomólskoye en el istmo de Carelia, cerca de San Petersburgo, Rusia..
Vladímir Putin regresó de su puesto en el KGB en Dresde a principios de 1990, antes del establecimiento formal de la cooperativa Ózero, y adquirió propiedades en las orillas del lago Komsomólskoye. Su casa se quemó en 1996, pero fue reconstruida más tarde ese año. Otros compraron más tierras alrededor de esta área y construyeron varias villas cercanas entre sí para formar una comunidad cerrada. Se abrió una cuenta bancaria vinculada a esta asociación cooperativa, lo que permitió que el dinero fuera depositado y utilizado por todos los titulares de cuentas de acuerdo con la ley rusa sobre cooperativas.
Para 2012, los miembros de la cooperativa Ózero habían asumido altos cargos en el gobierno y las empresas rusas y tuvieron mucho éxito financiero.

## Miembros de Ózero
La tabla incluye el supuesto patrimonio neto o compensación anual
| Miembro          | Propiedad total o parcial, membresías de la junta, directores a partir de 2014 | Presunto patrimonio neto o compensación anual en 2013 |
| ---------------- | --- | ----------------------------------------------------- |
| Andréi Fúrsenko  | Centro de Investigación Estratégica Noroeste, Ministro de Educación y Ciencia de la Federación de Rusia (2004-2012), Asistente \| al Presidente de la Federación de Rusia (2012-presente), Cónsul Honorario de Bangladés en San Petersburgo   | Desconocido                                           |
| Serguéi Fúrsenko | Lentransgaz subsidiaria de Gazprom, Gasprom Gas-Motor Fuel, presidente de National Media Group, presidente de Russian Football Union (2010-2012)                                                                                              | Desconocido                                           |
| Yuri Kovalchuk   | Bank Rossiya y sus filiales (por ejemplo, copropietario de National Media Group), Centro de Investigación Estratégica del Noroeste, Cónsul Honorario de Tailandia en San Petersburgo                                                          | $1.4b patrimonio neto                                 |
| Víktor Myachin   | exdirector General de Bank Rossiya (1995-1998, 1999-2004), CEO de la compañía de inversión "Abros", una subsidiaria de Bank Rossiya (2004-presente): Esta compañía de inversión posee el 51% del Согаз, una gran compañía de seguros en Rusia | Desconocido                                           |
| Vladímir Putin   | Presidente de Rusia | ver Riqueza personal                                  |
| Nikolái Shamálov | Astillero Výborg, Banco Rossiya, Gazprombank | 500 millones de patrimonio neto                       |
| Vladímir Smirnov | Techsnabexport (2002-presente) | Desconocido                                           |
| Vladímir Yakunin | Diputado ministro de transporte (2000-presente), presidente de Russian Railways (14 de junio de 2005—20 de agosto de 2015) | Salario anual de $ 15 millones                        |

## Seguridad
Supuestamente, la empresa Rif-Security proporciona seguridad para la comunidad de dachas Ózero. Rif-Security está controlada por el supuesto jefe del grupo de crimen organizado Tambóvskaya (Tambov Gang), Vladímir Barsukov (Kumarin) y Vladímir Smirnov.

## Efectos políticos
Algunos observadores insinúan que las raíces del poder de Putin pueden estar en la camaradería de Ózero.
La sociedad cooperativa Ózero tiene una cuenta bancaria en el Leningrad Oblast Bank. Se desconocen las transacciones financieras de la cooperativa Ózero. Por ley, cualquiera de los miembros podría depositar y retirar fondos para su propio uso. Karen Dawisha, directora del Centro Havighurst de Estudios Rusos y Postsoviéticos de la Universidad de Miami, concluyó que "en Rusia un acuerdo de cooperación es otra forma para que Putin evite recibir dinero directamente, mientras disfruta de la riqueza compartida entre los copropietarios".
Putin. Corrupción, es un informe independiente publicado por el partido opositor Libertad Popular, trata sobre la supuesta corrupción en el círculo íntimo de Vladímir Putin y tiene un capítulo sobre Ózero.